# Santa Catarina Villanueva
Santa Catarina Villanueva är en ort i Mexiko.   Den ligger i kommunen Quecholac och delstaten Puebla, i den sydöstra delen av landet, 170 km öster om huvudstaden Mexico City. Santa Catarina Villanueva ligger 2 359 meter över havet och antalet invånare är 2 220.
Terrängen runt Santa Catarina Villanueva är huvudsakligen kuperad, men västerut är den platt. Runt Santa Catarina Villanueva är det ganska tätbefolkat, med 248 invånare per kvadratkilometer. Närmaste större samhälle är Tecamachalco, 17,9 km sydväst om Santa Catarina Villanueva. Trakten runt Santa Catarina Villanueva består till största delen av jordbruksmark.